# Deutsche Gesellschaft für Epileptologie
Die Deutsche Gesellschaft für Epileptologie e. V. (DGfE) ist als deutsche Sektion der Internationalen Liga gegen Epilepsie (ILAE) eine Fachgesellschaft für Professionelle (Fachleute) mit beruflichem Schwerpunkt in der Behandlung oder Betreuung von Menschen mit Epilepsie.
Die DGfE ist zwar eine eigenständige medizinische Fachgesellschaft, aber als eine von derzeit sieben Schwerpunktgesellschaften unter dem Dach der Deutschen Gesellschaft für Neurologie (DGN) angesiedelt. Die Geschäftsstelle der DGfE hat ihren Sitz in Berlin in Bürogemeinschaft mit der DGN.
Derzeit hat die DGfE rund 1.500 Mitglieder. Dabei handelt es sich weit überwiegend um Neurologen (und Nervenärzte) sowie Kinder- und Jugendärzte (meist Neuropädiater), daneben um Psychologen und Sozialarbeiter sowie einige Neurochirurgen, Neuroradiologen, Neuropharmakologen sowie Allgemein- und Tiermediziner. Zusätzlich gibt es juristische, korporative sowie korrespondierende und Ehren-Mitglieder, darunter auch Selbsthilfeorganisationen.

## Ziele
Der Verein verfolgt wie die ILAE als Ziele
- die Fortentwicklung und Verbreitung von Kenntnissen über Epilepsie,
- die Förderung von Forschung, Ausbildung und Training,
- die Verbesserung von Dienstleistungen und Betreuung für Patienten, besonders bei der Prävention, der Diagnose und der Behandlung.

## Geschichte
Die Gesellschaft bzw. ihre Vorläuferorganisation wurde erstmals 1909 zeitgleich mit der Internationalen Liga gegen Epilepsie (ILAE) mit anfänglich nur 10 nationalen Sektionen gegründet. In der Folge gab es Unterbrechungen ihrer Tätigkeit sowohl durch den Ersten als auch insbesondere durch den Zweiten Weltkrieg. Danach wurde auf Anregung des US-amerikanischen Neurologen und Epileptologen William Gordon Lennox (schon 1953) auf der Vorstandssitzung des Gesamtverbandes deutscher Nervenärzte am 14. Juni 1957 in Baden-Baden eine Neugründung diskutiert und am 25. Juni 1957 in der Mitgliederversammlung mit zunächst 54 Mitgliedern und der Wahl von Gerhard Schorsch zum Vorsitzenden beschlossen. Dieter Janz wurde zum stellvertretenden Vorsitzenden gewählt und Rudolf Dreyer zum Schriftführer und Schatzmeister. Am 25. Juli 1957 erfolgte anlässlich des Internationalen Neurologiekongresses in Brüssel die Aufnahme in die ILAE, die erste Tagung fand am 18. September 1958 in Bethel statt.
Im Jahr 2004 erfolgte die Umbenennung in die heutige Bezeichnung.

## Tätigkeiten

### Infopool Epilepsie
In diesem internetbasierten Angebot werden für Menschen mit Epilepsie und ihre Angehörigen, aber auch für sonstige im Gesundheitssystem tätige Personen umfangreiche Informationen angeboten, um sich einen Überblick über Epilepsie zu verschaffen. Dabei kooperiert die DGfE mit anderen Organisationen mit dem Ziel einer verbesserten Information der Öffentlichkeit wie der Deutschen Epilepsievereinigung (gem. e. V.), dem Epilepsie Bundes-Elternverband (gem. e. V.) e.b.e als überregionale Interessengemeinschaften der Epilepsie-Selbsthilfe, der Stiftung Michael oder dem Verein „Sozialarbeit bei Epilepsie“ e. V.

### Stellungnahmen zu aktuellen Themen
Die Organisation veröffentlicht regelmäßig Stellungnahmen zu aktuellen Themen wie neuen Medikamenten, noch in der Prüfung befindlichen Wirkstoffen wie Cannabidiol (CBD), Vorsichtsmaßnahmen bei bekannten Wirkstoffen wie Valproinsäure oder auch zum Stellenwert der genetischen Diagnostik bei Epilepsien.

### Zertifikat Epileptologie
1982 führte die DGfE eine Zertifizierung für Ärzte ein, die mit besonderem Schwerpunkt und nachgewiesener Expertise auf dem Gebiet der Epileptologie in der Praxis oder im Krankenhaus tätig sind. Voraussetzungen zum Erwerb des „Zertifikats Epileptologie“ sind
- Mitgliedschaft in der DGfE,
- epileptologische klinische Ausbildung über 6 Monate,
- EEG-Zertifikat der Deutschen Gesellschaft für Klinische Neurophysiologie und Funktionelle Bildgebung (DGKN),
- Teilnahme an zertifizierten epileptologischen Fortbildungsveranstaltungen,
- erfolgreich absolvierter Multiple-Choice-Test und eine
- bestandene mündliche Prüfung.

Für den Erhalt des Zertifikates ist eine regelmäßige Teilnahme an Fortbildungsveranstaltungen erforderlich.
Das Zertifikat Epileptologie stellt ein Qualitätskriterium dar, das auch als Orientierungshilfe für Patienten dienen kann.

### Jahrestagungen
Die Gesellschaft organisiert regelmäßige Jahrestagungen, auf denen Wissenschaft und Fortbildung in breitgefächerter Form vermittelt werden, alle zwei Jahre als „Dreiländertagung“ gemeinsam mit der Österreichischen Gesellschaft für Epileptologie und der Schweizerischen Epilepsie-Liga. Ein wichtiger Teil der Jahrestagungen ist inzwischen die Fortbildungsakademie.

### Zeitschrift für Epileptologie
Die Zeitschrift für Epileptologie ist die Zeitschrift der Gesellschaft. Sie erscheint seit 1988 in der Nachfolge der zuvor im Eigenverlag herausgegebenen Epilepsie-Rundbriefe:
- 1988 bis 1998 (= 1.–10. Jahrgang) als Epilepsie-Blätter. Rundbrief und Zeitschrift der Deutschen Sektion der Internationalen Liga gegen Epilepsie im Bethel-Verlag, Bielefeld. Herausgeber waren Dieter Scheffner (Berlin), Erwin-Josef Speckmann (Münster) und Peter Wolf (Bielefeld-Bethel)
- 1998 bis 2000 (= 11.–13. Jahrgang; sowie noch Heft 1 des 14. Jahrganges. 2001) als Epilepsieblätter. Praktische Epileptologie. Zeitschrift der Deutschen Sektion der Internationalen Liga gegen Epilepsie im Bethel-Verlag, Bielefeld. Herausgeber war Peter Wolf (Bielefeld-Bethel) mit Jürgen Bauer (Bonn) als Verantwortlichem für die Liga-Mitteilungen.
- 2001 und 2002 (= 14. und 15. Jahrgang) als Zeitschrift für Epileptologie. Organ der Deutschen Sektion der Internationalen Liga gegen Epilepsie und Mitteilungsblatt der Stiftung Michael im Bethel-Verlag, Bielefeld. Herausgeber waren Jürgen Bauer (Bonn) und Alois Ebner (Bielefeld).
- 2003 bis 2009 (= 16.–22. Jahrgang) als Zeitschrift für Epileptologie, Organ der Deutschen Sektion der Internationalen Liga gegen Epilepsie (seit 2004: Deutschen Gesellschaft für Epileptologie [DGfE] e. V.), Mitteilungsblatt der Stiftung Michael und Mitteilungsblatt der AG Epilepsiechirurgie im Steinkopff-Verlag (Darmstadt). Herausgeber waren bis 2005 Jürgen Bauer (Bonn) und Alois Ebner (Bielefeld), von 2005 bis 2009 Bernhard J. Steinhoff (Kehl-Kork) und Rüdiger Köhling (Rostock).
- seit 2010 (= 23. Jahrgang) unter dem Titel Zeitschrift für Epileptologie, Organ der Deutschen Gesellschaft für Epileptologie e. V., Mitteilungsblatt der Stiftung Michael und Mitteilungsblatt der AG Epilepsiechirurgie im Springer-Verlag (Heidelberg).[11] Herausgeber waren von 2010 bis 2017 Bernhard J. Steinhoff (Kehl-Kork) und Heidrun Potschka (München), seit 2017 sind es Adam Strzelczyk (Frankfurt) und Friedhelm C. Schmitt (Magdeburg).

### Frühere Vorsitzende
- 1957–1959: Gerhard Schorsch, Bielefeld-Bethel
- 1959–1961: Dieter Janz, Heidelberg
- 1961–1963: Philipp Bamberger, Heidelberg
- 1963–1965: Peter Röttgen, Bonn
- 1965–1967: Walter Schulte, Tübingen
- 1967–1969: Eberhard Bay, Düsseldorf
- 1969–1971: Ansgar Matthes, Kehl-Kork
- 1971–1973: Heinz Penin, Bonn
- 1973–1975: Hanfried Helmchen, Berlin
- 1975–1977: Franz Rabe, Düsseldorf
- 1977–1979: Hermann Doose, Kiel
- 1979–1981: Helmut Remschmidt, Marburg
- 1981–1983: Otto Hallen, Mannheim
- 1983–1985: Rolf Kruse, Kehl-Kork
- 1985–1987: Erwin-Josef Speckmann, Münster
- 1987–1989: Peter Wolf, Bielefeld-Bethel
- 1989–1991: Dieter Scheffner, Berlin
- 1991–1993: Hermann Stefan, Erlangen
- 1993–1995: Uwe Heinemann, Berlin
- 1995–1997: Dietz Rating, Heidelberg
- 1997–1999: Christian E. Elger, Bonn
- 1999–2001: Uwe Runge, Greifswald
- 2001–2003: Gunter Gross-Selbeck, Düsseldorf
- 2003–2005: Josef Zentner, Freiburg
- 2005–2007: Bernhard J. Steinhoff, Kehl-Kork
- 2007–2009: Rüdiger Köhling, Rostock
- 2009–2011: Bernd A. Neubauer, Gießen
- 2011–2013: Holger Lerche, Tübingen
- 2013–2015: Heinz Beck, Bonn
- 2015–2017: Ulrich Brandl, Jena
- 2017–2019: Hajo Hamer, Erlangen
- seit 2019: Andreas Schulze-Bonhage, Freiburg i.Br.

## Kommissionen
Die DGfE setzt nach Bedarf Kommissionen ein, die sich aktuellen (als ad-hoc-Kommissionen, die nach Bearbeitung des Auftrags automatisch aufgelöst werden) oder dauerhaft wichtigen Themenbereichen widmen. Derzeit (Stand Oktober 2017) bestehen die Kommissionen:
- Ambulante Epileptologie
- Anerkennung von Epilepsieambulanzen
- Anerkennung von Schwerpunktpraxen
- Anerkennung von Epilepsieberatungsstellen
- Bildgebung (Erarbeitung epilepsie-spezifischer Empfehlungen zur Bildgebung)
- Diagnosis Related Groups (DRG)
- Epilepsie und geistige Behinderung
- Epilepsie und Genetik
- Epilepsiechirurgie
- Epilepsiezentren
- EURAP / Schwangerschaft
- Junge Epileptologen
- Neuropsychologie
- Neurostimulation
- Patientensicherheit
- Psychosomatische Epileptologie
- Zusatzausbildung Epilepsie-Fach-Angestellte(r) (EFA)

## Nachwuchsförderung, Stipendien, Preise und Auszeichnungen
Die Gesellschaft vergibt Stipendien für Nachwuchsförderung, klinische und wissenschaftliche Weiterbildung sowie Preise und Auszeichnungen.

### Nachwuchsförderung zur Kongressteilnahme
Die DGfE fördert die Teilnahme von jüngeren in- und ausländischen Ärztinnen und Ärzten und wissenschaftlichen Mitarbeiterinnen und Mitarbeitern bis zum 35. Lebensjahr an ihrer Jahrestagung mit einem Zuschuss von 350 Euro (beim Schatzmeister zu beantragen). Voraussetzung für die Förderung ist eine aktive Kongressteilnahme (Poster-Präsentation oder wissenschaftlicher Beitrag).
Zusätzlich stehen für ausgewählte Fortbildungsveranstaltungen (z. B. Summer Schools) Zuschüsse für 5 junge Teilnehmer zur Verfügung (werden von den Veranstaltern beantragt).

### Otfrid-Foerster-Stipendium
Seit 2008 vergibt die DGfE nach dem gleichnamigen deutschen Neurologen, Neurochirurgen und Epileptologen, einem der Pioniere der Stimulation des Kortex zur Lokalisation epileptogener Herde und deren operativer Behandlung, benannte Stipendien für Einzelpersonen mit einer bis zu hälftigen Finanzierung der Personalkosten für die Dauer von bis zu einem Jahr und einem Betrag von inzwischen maximal 40.000 € mit dem Ziel einer Verknüpfung von theoretischer und klinischer Medizin. Voraussetzung für eine Förderung ist, dass der bisherige Arbeitgeber oder eine andere Institution die andere Hälfte der Finanzierung übernimmt. Die Mittel können sowohl von klinisch tätigen Ärzten für ein theoretisches Projekt als auch von theoretisch-wissenschaftlich arbeitenden Ärzten für ein klinisches Projekt vergeben werden.

### Otfrid-Foerster-Medaille
Die Otfrid-Foerster-Medaille wird seit 2004 in unregelmäßigen Abständen von der DGfE als Auszeichnung für das Lebenswerk von Personen innerhalb der Gesellschaft vergeben, die der Epileptologie ein prägendes Gesicht gegeben haben. Die ausgezeichneten Personen erhalten eine Urkunde und Medaille.

### Alfred-Hauptmann-Preis
Dieser Preis ist nach dem deutschen Neurologen und Psychiater Alfred Hauptmann (1881–1948) benannt, der u. a. schon 1912 – noch als Assistenzarzt – erstmals auf die antiepileptische Wirkung von Phenobarbital aufmerksam gemacht hatte. 1935 wurde er aufgrund seiner jüdischen Abstammung von den Nationalsozialisten aus dem Dienst als Direktor der Psychiatrischen und Nervenklinik der Universität Halle an der Saale entfernt und musste in die USA emigrieren. Der Preis ist seit 2009 ein gemeinsamer Preis der DGfE, der Österreichischen Gesellschaft für Epileptologie (ÖGfE) und der Schweizerischen Epilesie-Liga (SEL) und wird alle zwei Jahre vergeben. Von 1980 bis 2008 wurde er in der Regel alle zwei Jahre durch das Epilepsie-Kuratorium e. V. vergeben.
Der Preis ist inzwischen mit 10.000 € dotiert, darüber hinaus erhalten die Preisträger eine Urkunde. Ausgezeichnet wird die beste wissenschaftliche Arbeit aus dem deutschsprachigen Raum auf dem Gebiet der experimentellen und klinischen Epileptologie aus den beiden vorangegangenen Jahren.
Preisträger seit 2009 sind:
- 2023
  - Grundlagenforschung: Oliver L. Eichmüller, Nina S. Corsini und Jürgen A. Knoblich
  - Klinische Forschung: Kerstin Alexandra Klotz (Freiburg i.Br.)
- 2021 Maxime Baud (Bern) und Timothée Proix (Genf)
- 2019 Hajo Hamer und Johannes Lang (Erlangen) sowie Karel Kostev (Frankfurt)
- 2017 Carola Haas (Freiburg) sowie Gian Marco de Marchi (Basel) und Deborah Pugin (Genf)
- 2015 Bernhard J. Steinhoff und Anne-Sophie Wendling (Kehl-Kork)
- 2013 Yvonne G. Weber (Tübingen)
- 2011 Ingmar Blümcke (Erlangen) sowie Claudia Brandt (Hannover)
- 2009 Hans-Jürgen Huppertz (Zürich), Jörg Wellmer (Bonn), Anke Maren Staack (Kehl-Kork), Dirk-Matthias Altenmüller (Freiburg), Horst Urbach (Bonn) und Judith Kröll (Zürich)

## Mitgliedschaften
Die DGfE ist Mitglied der Internationalen Liga gegen Epilepsie (ILAE) und der Arbeitsgemeinschaft der Wissenschaftlichen Medizinischen Fachgesellschaften (AWMF).